# Nana Komatsu
Pour les articles homonymes, voir Komatsu et Komatsu (homonymie).
Nana Komatsu (小松 奈奈, Komatsu Nana), née le 16 février 1996 à Tokyo, est une actrice et mannequin japonaise, icône dans son pays.

## Biographie
Bien qu'elle soit homonyme, elle n'a aucun rapport avec le personnage romanesque Nana Komatsu du manga à succès Nana.
À l'âge de douze ans, elle est repérée dans le quartier d'Harajuku à Tokyo par une agence et commence à travailler comme mannequin. Âgée de 18 ans, elle joue le rôle d'une ado lolita dans le film Kawaki (ou appelé The World of Kanako, de Tetsuya Nakashima) en 2014, avec Kōji Yakusho : ce sera sa première large reconnaissance publique avec à la clef le prix du « meilleur espoir féminin » de l'Académie du cinéma japonais. Elle enchaine avec Bakuman, film où elle a un rôle de premier plan. En 2016, elle interprète de nouveau une ado pour le film Drowning Love (en) avec son futur mari Masaki Suda. La même année, elle a un petit rôle dans Silence de Martin Scorsese et joue dans le film ultra-violent Destruction Babies de Tetsuya Mariko (en), encore avec Masaki Suda.
Elle est la personnification de la maison Chanel depuis 2015,.
Elle joue une amnésique dans Who Were We ? sorti en 2023.

## Filmographie sélective

### Au cinéma
- 2014 : Close Range Love (en) (近キョリ恋愛, Kinkyori ren'ai?) de Naoto Kumazawa (ja) : Yuni
- 2014 : The World of Kanako (en) (渇き。, Kawaki?) de Tetsuya Nakashima : Kanako Fujishima
- 2015 : Bakuman (バクマン。?) de Hitoshi Ōne (ja) : Miho Azuki
- 2015 : Yokokuhan (予告犯?) de Yoshihiro Nakamura : Kaede
- 2016 : Kurosaki-kun no iinari ni nante naranai (黒崎くんの言いなりになんてならない?) de Shō Tsukikawa (ja) : Yu Akabane
- 2016 : Hīrō mania: Seikatsu (ヒーローマニア-生活-?)  de Keisuke Toyoshima (ja) : Kaori Terazawa
- 2016 : Destruction Babies (ディストラクション・ベイビーズ, Disutorakushon beibīzu?) de Tetsuya Mariko (ja) : Nana
- 2016 : Oboreru Knife (溺れるナイフ, Oboreru naifu?) de Yūki Yamato (en) : Natsume Mochizuki
- 2016 : My Tomorrow, Your Yesterday (en) (ぼくは明日、昨日のきみとデートする, Boku wa asu, kinō no kimi to dēto suru?) de Takahiro Miki : Emi Fukuju
- 2016 : Silence de Martin Scorsese : Monica (Haru)
- 2017 : Jojo's Bizarre Adventure Diamond Is Unbreakable Chapitre 1 (ジョジョの奇妙な冒険 ダイヤモンドは砕けない 第一章, Jojo no kimyō na bōken: Daiyamondo wa kudakenai - dai isshō?) de Takashi Miike : Yukako Yamagishi
- 2018 : Sakamichi no Apollon (坂道のアポロン?) de Takahiro Miki : Ritsuko Mukae
- 2018 : Koi wa ameagari no yō ni (恋は雨上がりのように?) d'Akira Nagai
- 2018 : Kuru (来る?) de Tetsuya Nakashima
- 2019 : Samurai Marathon (サムライマラソン, Samurai marason?) de Bernard Rose
- 2019 : Sayonara kuchibiru (さよならくちびる?) d'Akihiko Shiota
- 2019 : Family of Strangers (閉鎖病棟 それぞれの朝, Heisa byōtō: Sorezore no asa?) de Hideyuki Hirayama
- 2020 : Ito (糸?) de Takahisa Zeze
- 2020 : Sakura (さくら?) de Hitoshi Yazaki (de)

### À la télévision
- 2015 : Yume wo ataeru (série télévisée)
- 2015 : Kurosaki-kun no iinari ni nante naranai (黒崎くんの言いなりになんてならない?) (série télévisée)
- 2016 : Kōdaike no hitobito (série télévisée)
- 2017 : Aka no shô ~ Keishichô shomu-gakari hitomi no jikenbo (série télévisée)
- 2017 : Kuro no shô ~ Bengoshi shirai shin'nosuke no dai-sainan (série télévisée)

## Distinctions
Sauf indication contraire, les informations mentionnées dans cette section peuvent être confirmées par la base de données cinématographiques IMDb,  présente dans la section « Liens externes ».

### Récompenses
- Japan Academy Prize 2015 : révélation de l'année pour The World of Kanako[5]
- Prix Kinema Junpō 2017 : meilleure nouvelle actrice pour Oboreru Knife, Destruction Babies, Kurosaki-kun no iinari ni nante naranai et Hīrō mania: Seikatsu[6]

### Nomination
- Hōchi Film Awards 2019 : meilleure actrice pour Sayonara kuchibiru